# Теодоракопулос, Иоаннис
Иоаннис Теодоракопулос (греч. Ιωάννης Θεοδωρακόπουλος; 28 февраля 1900, Васарас — 20 февраля 1981, Афины) — новогреческий философ, общественный деятель и политик.

## Биографические сведения
Родился в 1900 году в селе Вассарас, Лакония. В 1920 Иоаннис Теодоракопулос переехал в Вену для изучения классической филологии и философии. Впоследствии он продолжил своё обучение философии в Гейдельберге и в 1925 году получает степень доктора философии в Гейдельбергском университете.
В 1929 вместе с профессорами Константиносом Цацосом и Панайотисом Канеллопулосом основал журнал «Архив философии и теории науки». В период 1933—1939 гг. работал профессором Университета Аристотеля в Салониках, а в период 1939—1968 годов — в Афинском университете. С 1950 года параллельно преподавал в Школе политических наук Университета «Пантеон». Дважды занимал пост министра образования и религии в правительствах Панайотиса Панайотиса Канеллопулоса (1945) и Иоанниса Параскевопулоса (1966).
В 1960 году он стал постоянным членом Афинской академии, в 1963 году стал её президентом и генеральным секретарём в 1966—1981 годах. В 1975 основал Либеральную школу философии «Плифон» в Магуле, пригороде Спарты в Лаконии, которая организовывала международные конференции и симпозиумы. Эти чрезвычайно успешные меры привлекли участников со всей Греции, и Теодоракопулос сам провел серию семинаров. Всего он опубликовал 53 монографии и многочисленные статьи.

## Интересные факты
- Иоаннис Теодоракопулос двадцать вторым президентом АЕКа в период с 1973 по 1974 год.